# علیرضا زالی
علیرضا زالی (زاده ۵ فروردین ۱۳۴۳ دماوند) پزشک ایرانی و فارغ‌التحصیل جراحی مغز و اعصاب از دانشگاه علوم پزشکی شهید بهشتی است که دو مرتبه به‌عنوان رئیس دانشگاه علوم پزشکی شهید بهشتی فعالیت کرده‌است. او همچنین رئیس سازمان نظام پزشکی ایران بوده‌است. وی در زمان دنیاگیری کروناویروس در ایران فرمانده عملیات مدیریت بیماری کرونا در کلان‌شهر تهران بود.

## آثار
وی مترجم، نویسنده و مؤلف چندین کتاب و مقاله در سطح بین‌المللی است.

## ریاست دانشگاه علوم پزشکی شهید بهشتی
او برای اولین بار در ۲۶ شهریورماه ۱۳۸۴ با مصوبه شورای عالی انقلاب فرهنگی و حکم وزیر بهداشت وقت، دکتر کامران باقری لنکرانی، بعنوان ریاست دانشگاه علوم پزشکی شهید بهشتی منصوب شد و در تاریخ ۱۳ شهریورماه ۱۳۸۷ با مصوبه شورای عالی انقلاب فرهنگی از این سمت ‌‌‌برکنار و دکتر شاهین محمدصادقی جانشین وی شد. 
وی برای دومین بار در ۱۶ مهرماه ۱۳۹۸ با مصوبه شورای عالی انقلاب فرهنگی و ابلاغ وزیر بهداشت، درمان و آموزش پزشکی وقت، دکتر سعید نمکی به‌عنوان ریاست این دانشگاه منصوب شد. زالی در دورهٔ شیوع ویروس کرونا در ایران و تأسیس ستاد مبازره با کروناویروس بعنوان فرمانده عملیات مدیریت کرونا در کلانشهر تهران فعالیت کرد. او در ۱۴ اسفند ماه ۱۴۰۳ از ریاست این دانشگاه استعفا کرد و استعفای وی با تائید وزیر بهداشت همراه شد.